# Hoplisidia kohliana
Hoplisidia kohliana (Cockerell, 1906) è una specie fossile di imenottero solitario appartenente alla famiglia Sphecidae.
È stata trovata solamente a Florissant in Colorado e risale al Basso Oligocene.